# Albumy numer jeden w roku 2007 (Japonia)
Notowanie Weekly Album Chart (jap. 週間アルバムランキング Shūkan Arubamu Chāto) przedstawia najlepiej sprzedające się albumy w Japonii. Publikowane jest ono przez magazyn Oricon Style, a dane skompletowane zostały przez Oricon w oparciu o cotygodniowe wyniki sprzedaży fizycznej albumów. Poniżej znajdują się tabele prezentujące najpopularniejsze albumy w danych tygodniach w roku 2007.

## Oricon Weekly Album Chart
| Data            | Album                                                   | Wykonawca                | Źródło |
| --------------- | ------------------------------------------------------- | ------------------------ | ------ |
| 1 stycznia      | Black Cherry                                            | Kumi Kōda                | [ 1 ]  |
| 8 stycznia      | wstrzymanie publikacji                                  | wstrzymanie publikacji   |        |
| 15 stycznia     | Black Cherry                                            | Kumi Kōda                | [ 2 ]  |
| 22 stycznia     | Black Cherry                                            | Kumi Kōda                | [ 3 ]  |
| 29 stycznia     | MADE IN TWENTY (20)                                     | BoA                      | [ 4 ]  |
| 5 lutego        | HEART                                                   | Yuna Itō                 | [ 5 ]  |
| 12 lutego       | LOVE IS BEAUTIFUL                                       | Glay                     | [ 6 ]  |
| 19 lutego       | Scratch                                                 | Kaela Kimura             | [ 7 ]  |
| 26 lutego       | Scratch                                                 | Kaela Kimura             | [ 8 ]  |
| 5 marca         | Heisei fūzoku (jap. 平成風俗)                           | Ringo Shiina, Neko Saitō | [ 9 ]  |
| 12 marca        | A BEST 2 -WHITE-                                        | Ayumi Hamasaki           | [ 10 ] |
| 19 marca        | EXILE EVOLUTION                                         | Exile                    | [ 11 ] |
| 26 marca        | HOME                                                    | Mr. Children             | [ 12 ] |
| 2 kwietnia      | HOME                                                    | Mr. Children             | [ 13 ] |
| 9 kwietnia      | Ai am BEST (jap. 愛 am BEST)                            | Ai Ōtsuka                | [ 14 ] |
| 16 kwietnia     | CAN’T BUY MY LOVE                                       | Yui                      | [ 15 ] |
| 23 kwietnia     | CAN’T BUY MY LOVE                                       | Yui                      | [ 16 ] |
| 30 kwietnia     | cartoon KAT-TUN II You                                  | KAT-TUN                  | [ 17 ] |
| 7 maja          | The Best Damn Thing (jap. ベスト・ダム・シング)         | Avril Lavigne            | [ 18 ] |
| 14 maja         | THE BEST of mihimaru GT                                 | mihimaru GT              | [ 19 ] |
| 21 maja         | B-SIDE                                                  | Mr. Children             | [ 20 ] |
| 28 maja         | Minutes to Midnight (jap. ミニッツ・トゥ・ミッドナイト) | Linkin Park              | [ 21 ] |
| 4 czerwca       | Denim                                                   | Mariya Takeuchi          | [ 22 ] |
| 11 czerwca      | Denim                                                   | Mariya Takeuchi          | [ 23 ] |
| 18 czerwca      | KJ2 Zukkoke daidassō (jap. KJ2 ズッコケ大脱走)          | Kanjani∞                 | [ 24 ] |
| 25 czerwca      | Lost Highway (jap. ロスト・ハイウェイ)                  | Bon Jovi                 | [ 25 ] |
| 2 lipca         | ALL YOURS                                               | Crystal Kay              | [ 26 ] |
| 9 lipca         | PLAY                                                    | Namie Amuro              | [ 27 ] |
| 16 lipca        | PLAY                                                    | Namie Amuro              | [ 28 ] |
| 23 lipca        | Time                                                    | Arashi                   | [ 29 ] |
| 30 lipca        | 39                                                      | KinKi Kids               | [ 30 ] |
| 6 sierpnia      | RANGE                                                   | Orange Range             | [ 31 ] |
| 13 sierpnia     | Greatest Hits (jap. グレイテスト・ヒッツ)               | Sukima Switch            | [ 32 ] |
| 20 sierpnia     | Greatest Hits (jap. グレイテスト・ヒッツ)               | Sukima Switch            | [ 33 ] |
| 27 sierpnia     | VOCALIST 3                                              | Hideaki Tokunaga         | [ 34 ] |
| 3 września      | VOCALIST 3                                              | Hideaki Tokunaga         | [ 35 ] |
| 10 września     | Ketsunopolis 5 (jap. ケツノポリス5)                     | Ketsumeishi              | [ 36 ] |
| 17 września     | Ketsunopolis 5 (jap. ケツノポリス5)                     | Ketsumeishi              | [ 37 ] |
| 24 września     | Voyager                                                 | V6                       | [ 38 ] |
| 1 października  | TODAY                                                   | Angela Aki               | [ 39 ] |
| 8 października  | LOVE PiECE                                              | Ai Ōtsuka                | [ 40 ] |
| 15 października | five-star                                               | Yuki                     | [ 41 ] |
| 22 października | SazanamiCD (jap. さざなみCD)                            | Spitz                    | [ 42 ] |
| 29 października | Takitsuba Best (jap. タキツバベスト)                    | Tackey & Tsubasa         | [ 43 ] |
| 5 listopada     | Unbreakable (jap. アンブレイカブル)                     | Backstreet Boys          | [ 44 ] |
| 12 listopada    | Unbreakable (jap. アンブレイカブル)                     | Backstreet Boys          | [ 45 ] |
| 19 listopada    | pacific                                                 | NEWS                     | [ 46 ] |
| 26 listopada    | Ø                                                       | KinKi Kids               | [ 47 ] |
| 3 grudnia       | KISS                                                    | L’Arc-en-Ciel            | [ 48 ] |
| 10 grudnia      | Jiko Best – 2 (jap. 自己ベスト-2)                       | Kazumasa Oda             | [ 49 ] |
| 17 grudnia      | ACTION                                                  | B’z                      | [ 50 ] |
| 24 grudnia      | EXILE LOVE                                              | Exile                    | [ 51 ] |
| 31 grudnia      | 5296                                                    | Kobukuro                 | [ 52 ] |